# Secret Admirer
Secret Admirer (Brasil: Admiradora Secreta ) é um filme estadunidense de comédia romântica de 1985 escrito e dirigido por David Greenwalt em sua estreia na direção, e estrelado por C. Thomas Howell, Lori Loughlin, Kelly Preston e Fred Ward. A trilha sonora original foi composta por Jan Hammer. O filme foi produzido no auge da mania do cinema de comédia adolescente em meados dos anos 80.

## Enredo
Toni (Lori Loughlin) e Michael (C. Thomas Howell), são grandes amigos, ela é perdidamente apaixonada por ele, enquanto Michael, é apaixonado pela bela Deborah (Kelly Preston), que nem liga para a existência dele. Sem coragem para se declarar, Toni escreve uma carta para Michael expressando todo seu amor, mas não se identifica, ele é convencido por seus amigos de que a carta foi escrita por Deborah. A carta vai passando de mão em mão, e cria uma grande confusão muito bem-humorada.

## Elenco
- Lori Loughlin - Toni Williams
- C. Thomas Howell - Michael Ryan
- Kelly Preston - Deborah Ann Fimpple
- Dee Wallace-Stone - Connie Ryan
- Cliff De Young - George Ryan
- Leigh Taylor-Young - Elizabeth Fimple
- Fred Ward - Lou Fimple
- Casey Siemaszko - Roger Despard
- Scott McGinnis - Steve Powers
- Corey Haim - Jeff Ryan
- Courtney Gains - Doug
- Janet Carroll - mãe de Toni

## Recepção
Rotten Tomatoes, um agregador de críticas, relata que 30% dos 10 críticos pesquisados deram uma crítica positiva ao filme; a classificação média foi de 4,3/10.
Em 1985, o Los Angeles Times pediu a um grupo de adolescentes que julgasse seu interesse em uma série de filmes lançados. Depois de ver os materiais de pré-visualização e imprensa, os adolescentes classificaram com C o filme Secret Admirer na faixa de A a F; a opinião deles estava dividida sobre se eles queriam ver ou não.

## Controvérsia sobre o plágio deVasos de papel
Em 2016, o filme porto-riquenho Vasos de papel foi objeto de críticas e zombaria, depois que se descobriu que o filme, produzido e dirigido por Eduardo "Transfor" Ortiz, era um filme não autorizado, quase exato. cópia de Secret Admire. O filme estava sendo exibido em 25 telas nos cinemas locais há menos de uma semana quando o crítico de cinema porto-riquenho Orlando Maldonado escreveu um artigo comparando quatro sequências de cada um dos filmes e apontando como eram cópias em carbono um do outro.
Uma vez que o filme não estava mais nos cinemas de Porto Rico, Ortiz, que já havia atribuído a escrita do roteiro apenas a si mesmo, primeiro disse que havia apenas "certas semelhanças entre um filme e outro, não plágio" e que era uma questão de interpretação. Algumas horas depois de fazer essa afirmação, Ortiz mudou, dizendo em uma entrevista de rádio que "havia feito algo terrivelmente errado", pedindo desculpas ao elenco e à equipe. Ortiz se recusou a comentar o assunto até que a cantora e compositora e atriz principal do filme, Natalia Lugo, divulgou uma declaração em sua página no Facebook, onde ela condenou o filme e expressou o constrangimento que sentiu ao ver Secret Admirer e entender como ela e seus colegas atores e equipe foram enganados.

## Ligações Externas
- Secret Admirer. no IMDb.
- Secret Admirer (em inglês). no Box Office Mojo.
- Secret Admirer no AdoroCinema